# Teateråret 1874

## Årets uppsättningar

### April
- 5 april – Urpremiär på Johann Strauss operett Läderlappen på Theater an der Wien.[1]

## Födda
- 1 februari – Hugo von Hofmannsthal (död 1929), österrikisk författare.
- 3 februari – Franklin Dyall (död 1950), engelsk skådespelare.
- 9 februari – Vsevolod Meyerhold (död 1940), rysk skådespelare, teaterregissör och teaterteoretiker.
- 5 maj – Cléo de Mérode (död 1966), fransk dansös.
- 2 juni – Tilley Christiansen (död 1955), dansk skådespelare.
- 3 juli – Aagot Didriksen (död 1968), norsk skådespelare.
- 13 juli – Hulda Malmström (död 1928), svensk skådespelare och sångare.
- 18 juli – Oscar Bergström (död 1931), svensk operasångare (basbaryton) och skådespelare.
- 8 oktober – Thorkild Roose (död 1961), dansk skådespelare och teaterregissör.
- 23 december – Viggo Wiehe (död 1956), dansk skådespelare.
- 27 december – Arthur Alftán (död 1929), svensk skådespelare.

## Avlidna
- 11 februari – Zelma Hedin, 46, svensk skådespelare.
- 15 juli – Svante Gustaf Schyberg, 77, svensk teaterdirektör.